# (6115) Martinduncan
(6115) Martinduncan es un asteroide perteneciente al cinturón de asteroides, región del sistema solar que se encuentra entre las órbitas de Marte y Júpiter, descubierto el 25 de septiembre de 1984 por Brian A. Skiff desde la Estación Anderson Mesa (condado de Coconino, cerca de Flagstaff, Arizona, Estados Unidos).

## Designación y nombre
Designado provisionalmente como 1984 SR2. Fue nombrado Martinduncan en homenaje a Martin J. Duncan, de la Queen's University, Kingston, Ontario. Ha realizado varias contribuciones importantes para comprender el origen y la evolución dinámica de los cuerpos pequeños en el sistema solar, en particular los cometas y la probabilidad de que se originaran en el Cinturón de Kuiper. Ha estado involucrado en el desarrollo de dos algoritmos numéricos importantes que han llevado a integraciones orbitales de duración sin precedentes.

## Características orbitales
Martinduncan está situado a una distancia media del Sol de 2,225 ua, pudiendo alejarse hasta 2,571 ua y acercarse hasta 1,879 ua. Su excentricidad es 0,155 y la inclinación orbital 4,889 grados. Emplea 1212,64 días en completar una órbita alrededor del Sol.

## Características físicas
La magnitud absoluta de Martinduncan es 13,9. Tiene 4,936 km de diámetro y su albedo se estima en 0,166. 